# Tor kolarski Azadi
Tor kolarski Azadi (pers. ‏ورزشگاه دوچرخه‌سواری آزادی‎) – tor kolarski w Teheranie, stolicy Iranu. Został otwarty w 1974 roku. Może pomieścić 2500 widzów. Długość toru kolarskiego wynosi 333 m. Obiekt położony jest na terenie kompleksu sportowego Azadi, tuż obok stadionu Azadi.
Budowa toru rozpoczęła się w 1972 roku, a jego otwarcie miało miejsce w roku 1974. W tym samym roku obiekt gościł konkurencje kolarstwa torowego w ramach 7. Igrzysk Azjatyckich. W pierwszych latach istnienia tor nabawił się usterek, które praktycznie wykluczyły go z użytku. Dopiero w latach 2004–2006 przeprowadzono jego modernizację, dzięki czemu ponownie może być wykorzystywany. Tor kolarski ma długość 333 m, a trybuny areny (usytuowane z dwóch stron, wzdłuż prostych) mogą pomieścić 2500 widzów. Obiekt wyposażony jest w sztuczne oświetlenie.